# Cañón antitanque Tipo 94 37 mm
El Tipo 94 37 mm (九四式三十七粍速射砲 Kyūyon-shiki sanjyūnana-miri sokushahō?) fue un cañón antitanque desarrollado por el Ejército Imperial Japonés y empleado en combate durante la segunda guerra sino-japonesa y la Segunda Guerra Mundial. El Tipo 94 fue llamado así por el año en que fue aceptado, 2594 según el calendario japonés o 1934 según el calendario gregoriano.

## Historia y desarrollo
El Tipo 94 37 mm fue introducido en 1936. Su diseño se originó como una mejora del Cañón de Infantería Tipo 11 37 mm, que también fue empleado como un primitivo cañón antitanque. Sin embargo, su pequeño calibre, baja velocidad de boca, corto alcance y lenta recarga solo le ofrecían una limitada capacidad antitanque. El desarrollo de un reemplazo empezó en julio de 1933 y fue completado un año después. Las pruebas iniciales mostraron que un equipo entrenado podía disparar hasta 30 proyectiles por minuto; sin embargo, los estrategas del Ejército consideraron que el diseño inicial era muy pesado. En 1935 se probó un diseño modificado, iniciándose su producción en 1936; a pesar de esto, el arma mantuvo su denominación original "Tipo 94" (año imperial 2594 = 1934). Se produjeron aproximadamente 3400 unidades.
Uno de estos escasos cañones está expuesto en el Missouri Yacht Club de Lake Lotawana, Misuri.[cita requerida]

## Diseño

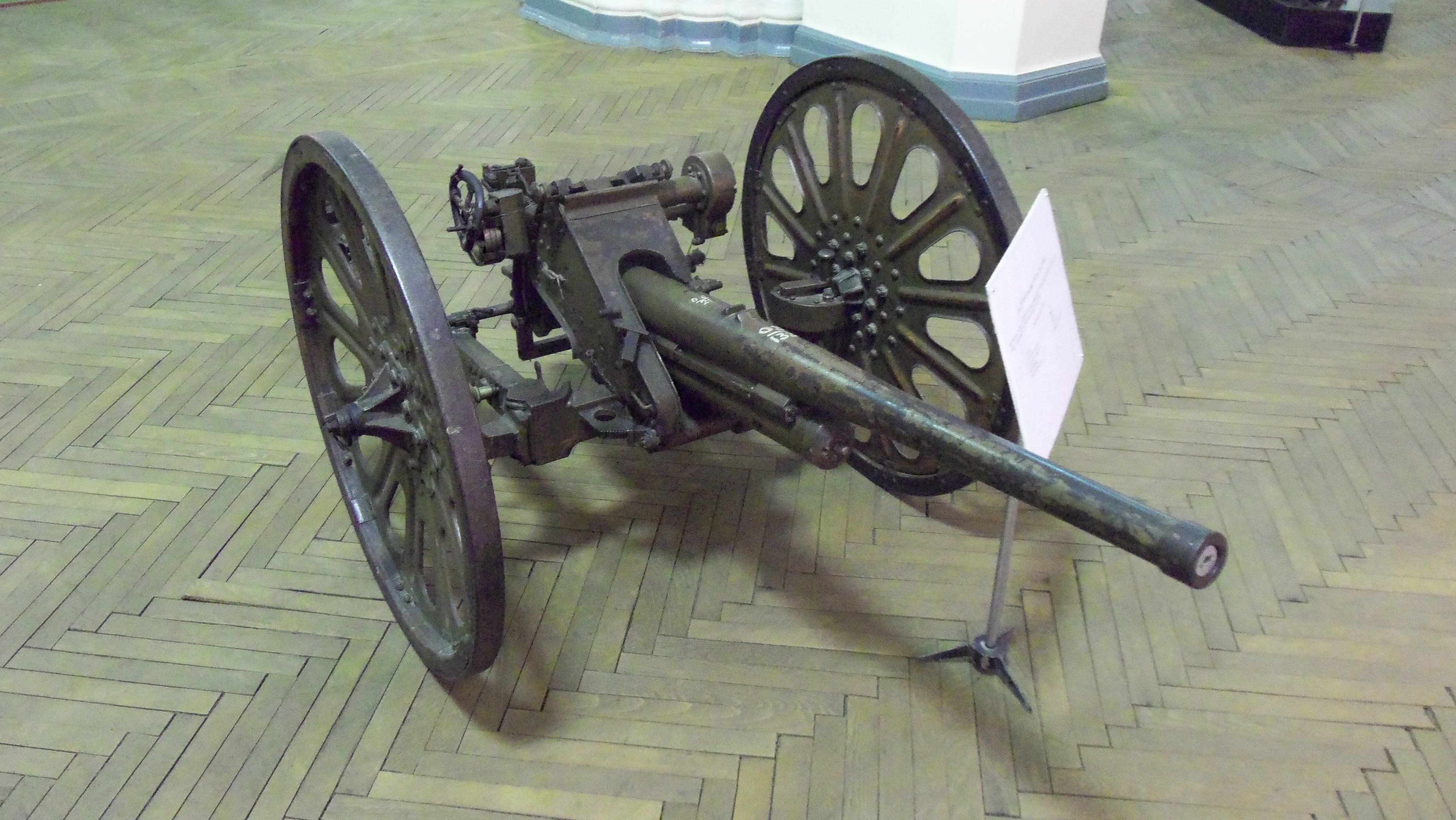
Un Tipo 94 37 mm en el Museo de Artillería de San Petersburgo.

El Tipo 94 37 mm estaba basado en el cañón alemán PaK 36,[cita requerida] ya que algunas unidades habían sido recibidas por el Buró Técnico del Ejército para su prueba. Al igual que varios diseños japoneses, tenía un perfil muy bajo y estaba pensado para dispararse estando de cuclillas o cuerpo a tierra. El cañón tenía un escudo para proteger al artillero y un afuste con dos colas que se podían desplegar para mejorar la estabilidad. El cierre de la recámara tenía un sistema eyector semiautomático que mejoraba el tiempo de recarga. Cuando el proyectil era introducido en la recámara, la pestaña del culote accionaba un retén y el cierre la obturaba. El retroceso del disparo abría el cierre de la recámara y eyectaba el casquillo disparado.
El afuste estaba equipado tanto con ruedas de radios de madera, como de acero perforado, todo el conjunto pudiendo desensamblarse en cuatro partes que pesaban menos de 100 kg cada una, para poder ser transportadas en cuatro caballos. El cañón se apuntaba mediante una mira telescópica. Podía disparar tanto proyectiles de alto poder explosivo, como antiblindaje.

## Historial de combate
El Tipo 94 37 mm fue usualmente asignado en grupos de cuatro a los regimientos de Infantería. Cada cañón tenía una dotación de 11 soldados y se mantenía en contacto con el Cuartel General del regimiento (usualmente a 300 m) mediante teléfono de campaña o mensajeros. El Ejército afirmaba que podía penetrar 20 mm de blindaje a 1000 m, alcanzando los 40 mm a menores distancias. Sin embargo, parece poco probable que se haya alcanzado tal desempeño en combate, ya que el Buró Técnico del Ejército continuó experimentando diversas maneras de aumentar la velocidad de boca durante 1941.
El Tipo 94 37 mm fue efectivo contra los tanques ligeros soviéticos en el Incidente de Nomonhan de 1939, pero fue considerado obsoleto contra los tanques Aliados más modernos, tales como el M4 Sherman al inicio de la Guerra del Pacífico. Sin embargo, quedó en servicio en la mayoría de los frentes de la Segunda Guerra Mundial por la falta de un mejor reemplazo.